# Kadival, Kushtagi
Kadival là một làng thuộc tehsil Kushtagi, huyện Koppal, bang Karnataka, Ấn Độ.